# Famille Foscolo
Pour les articles homonymes, voir Foscolo.
 (juillet 2024).
Si vous disposez d'ouvrages ou d'articles de référence ou si vous connaissez des sites web de qualité traitant du thème abordé ici, merci de compléter l'article en donnant les références utiles à sa vérifiabilité et en les liant à la section « Notes et références ».
La famille Foscolo est une famille patricienne de Venise présente dès sa fondation. Elle fut renommée pour sa piété, ce qui explique en partie son absence sur l'avant-scène de la République. Elle fut cooptée par la noblesse en 1310.
Les armes des Foscolo se composent  d'une face d'argent en champ de gueules (les mêmes que la maison d'Autriche). Une variante est d'azur à la bande d'or ch d'un rameau de laurier de sinople et acc en chef d'un coq d'or et en pointe d'une lampe allumée du même.

## Personnalités
- Andrea Foscolo (1450-1528), homme politique vénitien;
- Andrea Foscolo (1470-1529), homme politique vénitien;
- Marco Foscolo (XVIe siècle), homme politique vénitien, Provveditore alle Pompe, élu en 1560, après une brève suppression des institutions;
- Leonardo Foscolo (1588-1660), provéditeur, Capitaine général de Mer et procurateur de Saint-Marc pendant la guerre de Candie.
- Francesco Foscolo (1604-1663), militaire.
- Daulo Augusto Foscolo (1785-1860), ecclésiastique, archevêque de Corfou (1816-1830).

Filiation incertaine :
- Ugo Foscolo (1778-1828), Poète vénitien.
- Avelino Foscolo, fils du précédent, écrivain brésilien.

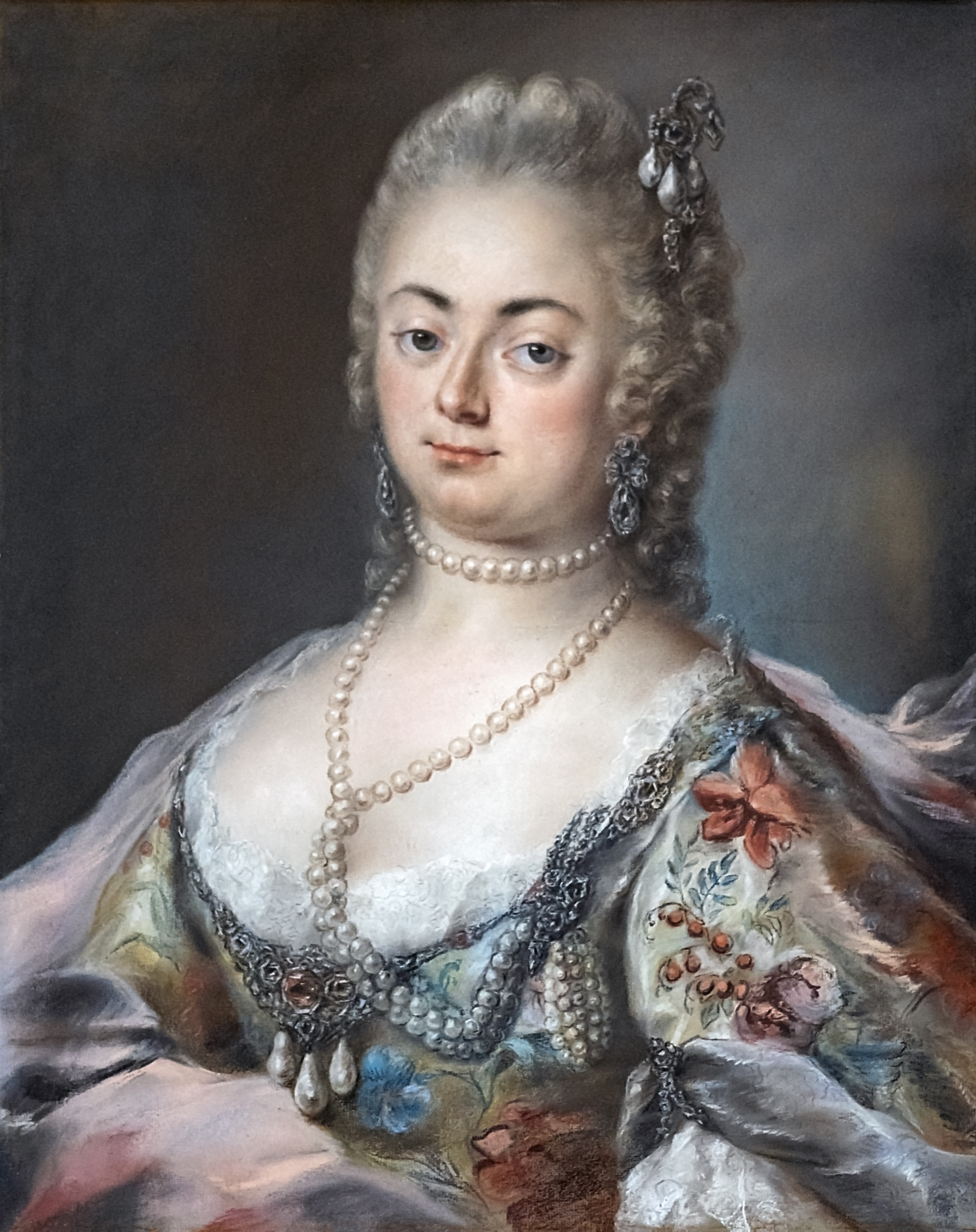
Cornelia Foscolo Balbi vers 1740
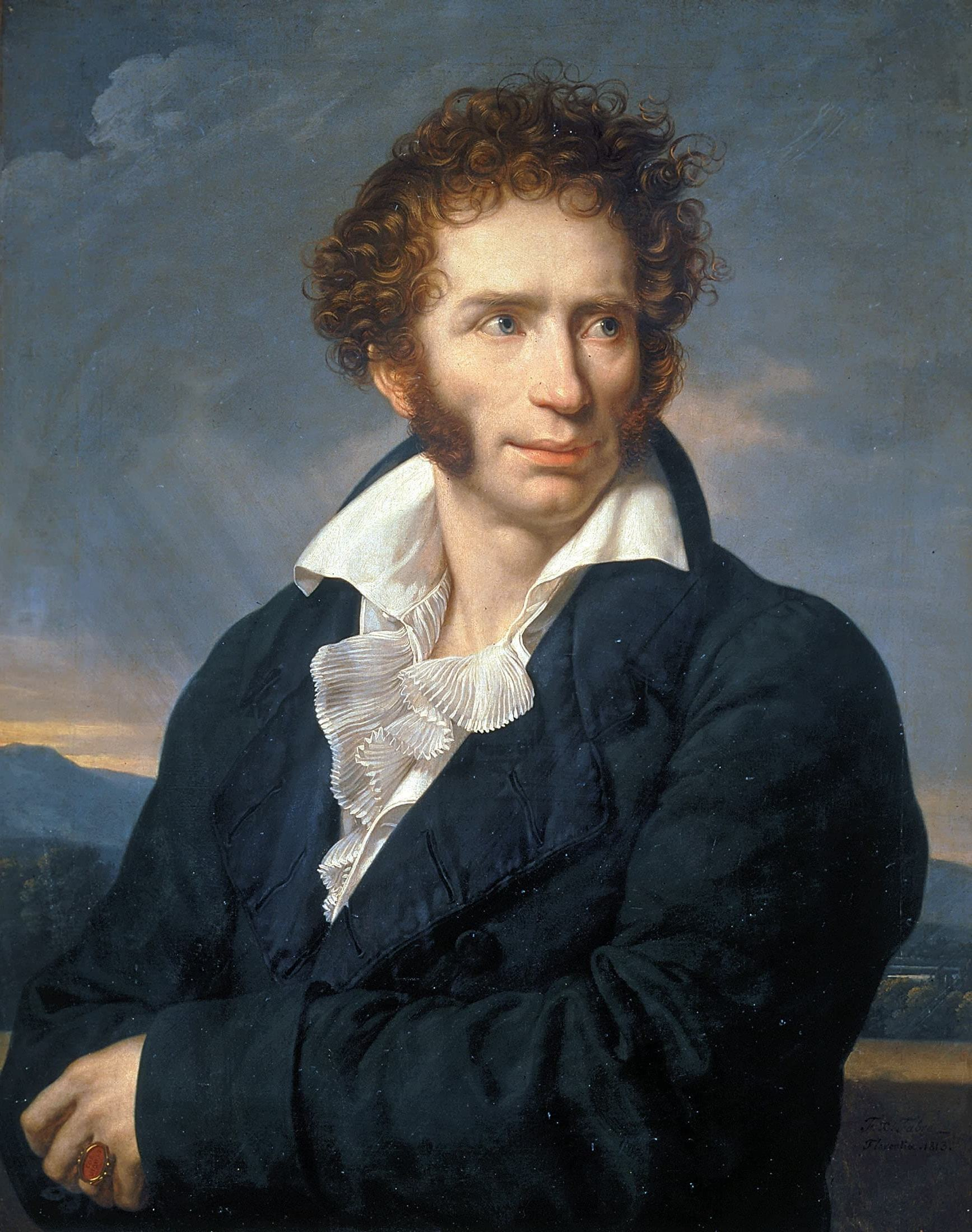
Ugo Foscolo
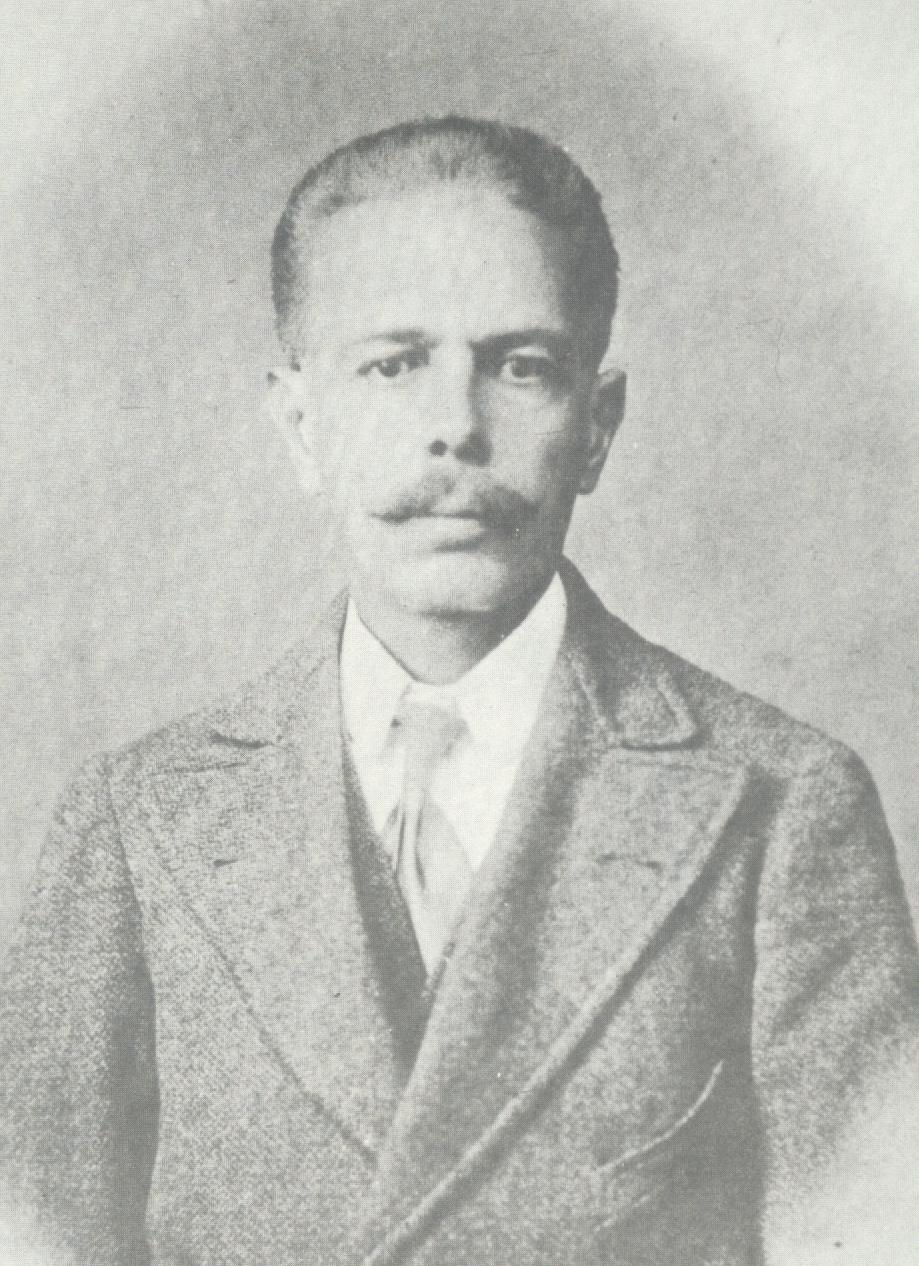
Avelino Foscolo

## Armes

Armes de la famille Foscolo.

de gueules à la fasce d'argent.

## Possessions

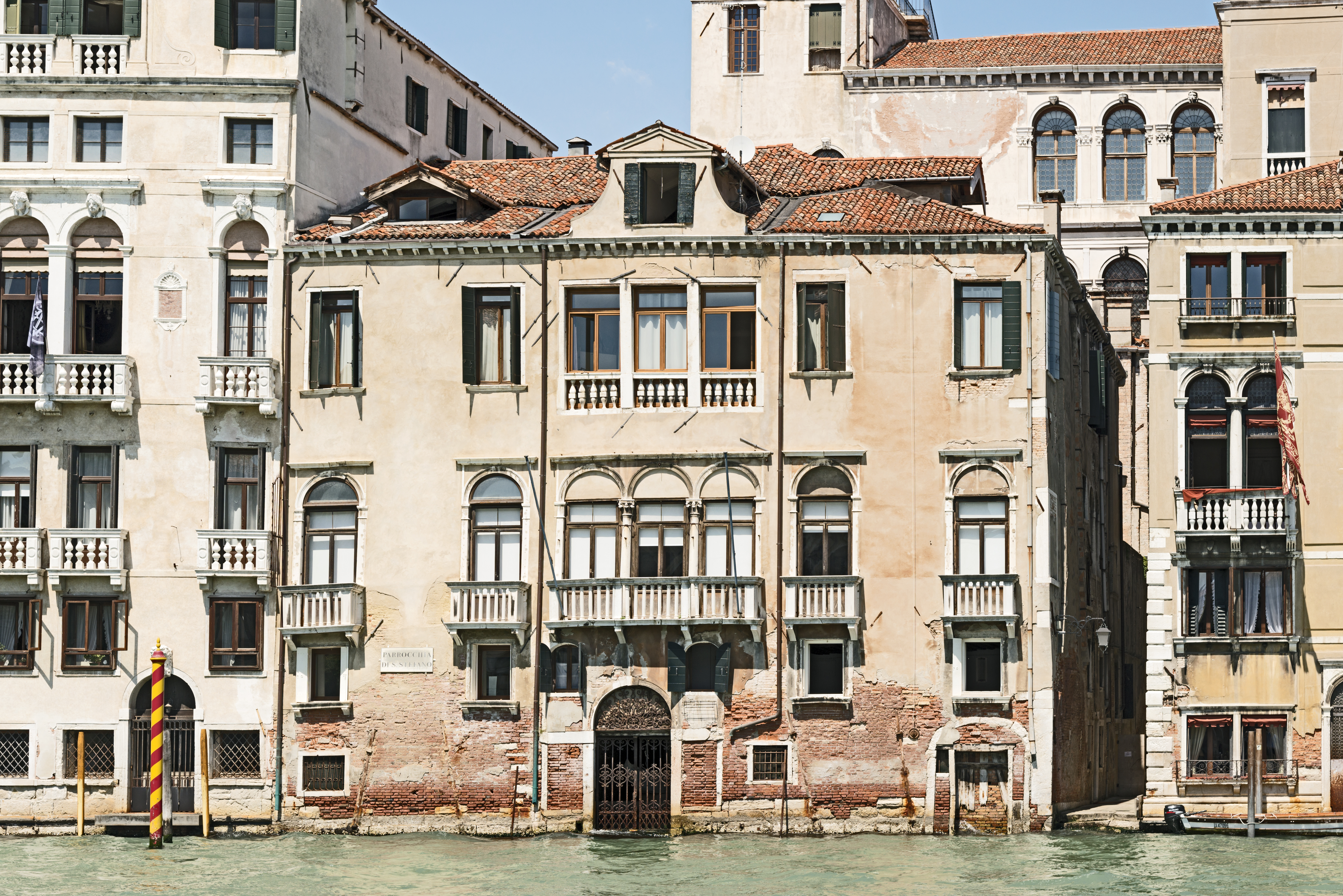
Palais Benzon Foscolo

- Palais Foscolo à Dorsoduro (Venise)
- Palazzetto Foscolo Corner
- Palais Benzon Foscolo